# Pseudidmonea gracilis
Pseudidmonea gracilis är en mossdjursart som beskrevs av Androsova 1968. Pseudidmonea gracilis ingår i släktet Pseudidmonea och familjen Pseudidmoneidae. Inga underarter finns listade i Catalogue of Life.